# 한국학술지인용색인
한국학술지인용색인 또는 KCI(Korea Citation Index)는 한국어권 학술지 및 그에 게재된 학술연구실적을 평가하기 위해 한국연구재단에서 2007년부터 구축하여 2008년에 출범시킨 비영리 인용 색인이다. 한국연구재단의 정량적 평가를 거쳐 '등재후보 학술지'(Candidate Journal)와 '등재 학술지'(Accredited Journal)를 구분하며, 2020년부터는 학문분야별 상위 10% 수준의 등재 학술지에 대해서는 '우수등재 학술지'(Excellent Accredited Journal)라는 별도의 카테고리를 부여하고 있다.

## 논문 유사도 검사
KCI는 기존의 보유 논문과 사용자가 새로이 작성한 논문간의 유사성을 확인하기 위한 유사도 확인 검사로 누구나 무료로 이용가능한 서비스를 제공하고있다.

## DOI
KCI는 DOI(디지털 객체 식별자)와의 연동 서비스를 지원하다. 이로써 DOI를 부여받아 URL 정보가 변경되더라도 논문에 대한 항구적인 접근 환경이 보장이 가능하다.

## 제공 서비스
방대한 DB의 KCI(한국학술지인용색인)은 한국연구재단(NRF)에서 운용하고있다. RISS와 연계된 양질의 검색서비스를 제공해오고있다.
KCI에 등재된 공인 학술지 및 후보지의 논문의 제1저자는 이를 논문의 연구결과를 공식적으로 발표하는 주요한 경로로 여기는데 참고해 오고있다. 또한 KCI는 주요 등재 학회지등과 관련된 정보 검색서비스도 제공하고있다.

## 같이 보기
- 한국연구재단
- RISS
- NDSL
- 과학인용색인(SCI)